# 梁王山 (嵩明县)
25°21′39″N 102°55′26″E / 25.36083°N 102.92389°E
梁王山是中国云南省嵩明县西北部的一条山脉，呈东北－西南走向，北部延伸入寻甸县境内。幅员面积约40平方公里，主峰大尖山位于南部，海拔2840米，为嵩明县最高点。原名东葛勒山，后因元末梁王巴匝剌·瓦尔密结寨驻兵其顶，故名。东麓之水入牛栏江，西麓之水入盘龙江，为两河的天然分水岭。